# José Umaña Bernal
José Umaña Bernal (Tunja, 1899 - Bogotá, 1982) fue un abogado, escritor, difusor cultural y político colombiano, miembro del Partido Liberal Colombiano.
Se licenció en derecho en la Universidad Nacional como político, fue congresista y cónsul de Colombia en Chile como escritor y periodista, fue reportero y columnista de varias revistas y periódicos, además de ser miembro de la tertulia intelectual de los nuevos. 
También fue director del Teatro Municipal de Bogotá y publicó varios libros de poesía y tradujo a Rainer María Rilke, fue padre de Eduardo Umaña Luna y abuelo de Eduardo Umaña Mendoza.

## Obras literarias

### Poesía
- Itinerario de fuga.(1934).
- Décimas de luz y yelo.(1942).
- Dos nocturnos y otros poemas.(1942).
- Cuando yo digo Francia.(1942).
- Nocturno del Libertador. (1942).
- Poesía'. (1951).
- Diario de Estoril. (Buenos Aires, 1951).
- Seis poemas. (Caracas, 1959).

### Teatro
- El buen amor. (1927).[2][3]